# 2020-as Clausura mexikói labdarúgó-bajnokság (első osztály)
A mexikói labdarúgó-bajnokság első osztályának 2020-es Clausura szezonja 18 csapat részvételével 2020. január 10-én kezdődött, de a koronavírus-világjárvány miatt májusban törölték. Ez volt a mexikói bajnokság történetének első szezonja, amikor nem hirdettek bajnokot. A CONCACAF-bajnokok ligájában való indulásra a felfüggesztéskor a tabella első két helyén álló csapat, a Cruz Azul és a León szerzett jogot.
A 10. fordulóból csak az első két mérkőzést játszották le úgy, hogy nézők, szurkolók is jelen lehettek a lelátókon, az összes többi mérkőzést elővigyázatossági okokból zárt kapu mögött tartották meg. A forduló után bejelentették, hogy határozatlan időre az egész bajnokságot felfüggesztik, majd május 22-én hivatalossá vált, hogy nem is folytatják.

## Előzmények
Az előző, 19 csapatos szezont, a 2019-es Aperturát a CF Monterrey nyerte meg. Mivel ez egy Apertura szezon volt, ezért elvileg kieső és feljutó csapat nem lett volna, de a Tiburones Rojos de Veracruz, amely amúgy is az utolsó helyen végzett, megszűnt, ezért ez a bajnokság már csak 18 csapattal zajlott.

## Csapatok
| Csapat                       | Város              | Állam              | Stadion                | Edző (a szezon elején)  |
| ---------------------------- | ------------------ | ------------------ | ---------------------- | ----------------------- |
| América                      | Mexikóváros        | Szövetségi kerület | Azteca                 | Miguel Herrera          |
| Atlas                        | Guadalajara        | Jalisco            | Jalisco                | Leandro Cufré           |
| Cruz Azul                    | Mexikóváros        | Szövetségi Kerület | Azul                   | Robert Siboldi          |
| Guadalajara                  | Guadalajara        | Jalisco            | Omnilife               | Luis Fernando Tena      |
| FC Juárez                    | Ciudad Juárez      | Chihuahua          | Benito Juárez          | Gabriel Caballero       |
| León                         | León               | Guanajuato         | León                   | Ignacio Ambriz          |
| Monarcas Morelia             | Morelia            | Michoacán          | Morelos                | Javier Torrente         |
| Monterrey                    | Monterrey          | Új-León            | BBVA Bancomer          | Antonio Mohamed         |
| Necaxa                       | Aguascalientes     | Aguascalientes     | Victoria               | Alfonso Sosa            |
| Pachuca                      | Pachuca de Soto    | Hidalgo            | Hidalgo                | Paulo Pezzolano         |
| Puebla                       | Puebla de Zaragoza | Puebla             | Cuauhtémoc             | Juan Reynoso            |
| Pumas (Universidad Nacional) | Mexikóváros        | Szövetségi Kerület | Olímpico Universitario | Míchel González         |
| Querétaro                    | Querétaro          | Querétaro          | Corregidora            | Víctor Manuel Vucetich  |
| San Luis                     | San Luis Potosí    | San Luis Potosí    | Alfonso Lastras        | Guillermo Vázquez       |
| Santos Laguna                | Torreón            | Coahuila           | TSM Corona             | Guillermo Almada        |
| Tigres                       | Monterrey          | Új-León            | Universitario          | Ricardo Ferretti        |
| Tijuana                      | Tijuana            | Alsó-Kalifornia    | Caliente               | Gustavo Quinteros       |
| Toluca                       | Toluca de Lerdo    | México             | Nemesio Díez           | José Manuel de la Torre |

## Az alapszakasz állása a bajnokság lezárásakor
Az alapszakasz 18 fordulóból állt volna, de csak 10-et rendeztek meg. Rájátszás sem volt.
| #   | Csapat      | M  | GY | D | V | G+ – G– | GK  | P  | Megjegyzések |
| --- | ----------- | -- | -- | - | - | ------- | --- | -- | ------------ |
| 1.  | Cruz Azul   | 10 | 7  | 1 | 2 | 24–14   | +10 | 22 |              |
| 2.  | León        | 10 | 7  | 0 | 3 | 23–14   | +9  | 21 |              |
| 3.  | Santos      | 10 | 5  | 2 | 3 | 14–14   | 0   | 17 |              |
| 4.  | América     | 10 | 5  | 2 | 3 | 11–11   | 0   | 17 |              |
| 5.  | Guadalajara | 10 | 4  | 4 | 2 | 13–11   | +2  | 16 |              |
| 6.  | Pumas       | 10 | 4  | 3 | 3 | 20–19   | +1  | 15 |              |
| 7.  | Tigres      | 10 | 4  | 2 | 4 | 13–10   | +3  | 14 |              |
| 8.  | Juárez      | 10 | 4  | 2 | 4 | 20–18   | +2  | 14 |              |
| 9.  | Morelia     | 10 | 4  | 2 | 4 | 17–16   | +1  | 14 |              |
| 10. | Puebla      | 10 | 4  | 2 | 4 | 7–6     | +1  | 14 |              |
| 11. | Pachuca     | 10 | 4  | 2 | 4 | 11–12   | −1  | 14 |              |
| 12. | Querétaro   | 10 | 4  | 2 | 4 | 13–15   | −2  | 14 |              |
| 13. | San Luis    | 10 | 3  | 4 | 3 | 11–15   | −4  | 13 |              |
| 14. | Necaxa      | 10 | 3  | 2 | 5 | 17–16   | +1  | 11 |              |
| 15. | Toluca      | 10 | 2  | 4 | 4 | 16–18   | −2  | 10 |              |
| 16. | Tijuana     | 10 | 2  | 3 | 5 | 10–15   | −5  | 9  |              |
| 17. | Atlas       | 10 | 3  | 0 | 7 | 10–17   | −7  | 9  |              |
| 18. | Monterrey   | 10 | 0  | 5 | 5 | 10–17   | −7  | 5  |              |

Utolsó frissítés: 2020. március 16. 
Forrás: A bajnokság hivatalos honlapja 
A rangsorolás alapszabályai: 1. összpontszám, 2. egymás elleni eredmények összpontszáma, 3. gólkülönbség, 4. szerzett gólok száma.
(B): Bajnokcsapat, (K): Kieső csapat, (F): Feljutó csapat, (I): Kupainduló, (R): A rájátszás győztese, (KGY): Kupagyőztes

## Együttható-táblázat
Az együttható-táblázat a csapatok (a jelenlegit is beleszámítva) utolsó hat első osztályú szezonjának alapszakaszában elért pontok átlagát tartalmazza négy tizedesre kerekítve, de ha egy csapat időközben volt másodosztályú is, akkor az az előtti időszak eredményei nincsenek benne. Az előző szezonban az azóta megszűnt Veracruz ellen gyűjtött pontok nem szerepelnek a táblázatban. A szezon végén ez alapján a táblázat alapján dőlt volna el, hogy melyik csapat ki a másodosztályba.
| Csapat      | Összpontszám | Mérkőzések | Együttható |
| ----------- | ------------ | ---------- | ---------- |
| Tigres      | 169          | 95         | 1,7789     |
| América     | 166          | 95         | 1,7474     |
| León        | 160          | 95         | 1,6842     |
| Cruz Azul   | 159          | 95         | 1,6737     |
| Monterrey   | 157          | 95         | 1,6526     |
| Santos      | 150          | 95         | 1,5789     |
| Toluca      | 142          | 95         | 1,4947     |
| Pachuca     | 132          | 95         | 1,3895     |
| Morelia     | 129          | 95         | 1,3579     |
| Necaxa      | 128          | 95         | 1,3473     |
| Tijuana     | 121          | 95         | 1,2737     |
| Pumas       | 119          | 95         | 1,2526     |
| Puebla      | 114          | 95         | 1,2000     |
| Querétaro   | 113          | 95         | 1,1895     |
| Guadalajara | 109          | 95         | 1,1474     |
| Juárez      | 68           | 61         | 1,1148     |
| San Luis    | 30           | 27         | 1,1111     |
| Atlas       | 100          | 95         | 1,0526     |

## Eredmények

### Alapszakasz

#### Fordulónként

##### 1. forduló
| Dátum (mexikói idő) | Mérkőzés             | Eredmény |
| ------------------- | -------------------- | -------- |
| 2020. január 10.    | Morelia – Toluca     | 0–1      |
| 2020. január 10.    | Tijuana – Santos     | 2–1      |
| 2020. január 11.    | Cruz Azul – Atlas    | 1–2      |
| 2020. január 11.    | Guadalajara – Juárez | 2–0      |
| 2020. január 11.    | León – Querétaro     | 3–1      |
| 2020. január 11.    | Tigres – San Luis    | 0–0      |
| 2020. január 12.    | Pumas – Pachuca      | 2–1      |
| 2020. február 4.    | Puebla – América     | 0–1      |
| 2020. február 5.    | Necaxa – Monterrey   | 2–2      |

##### 2. forduló
| Dátum (mexikói idő) | Mérkőzés              | Eredmény |
| ------------------- | --------------------- | -------- |
| 2020. január 16.    | Juárez – Pumas        | 4–4      |
| 2020. január 17.    | San Luis – Cruz Azul  | 2–1      |
| 2020. január 17.    | Atlas – Puebla        | 0–1      |
| 2020. január 18.    | Monterrey – Morelia   | 2–2      |
| 2020. január 18.    | Pachuca – Guadalajara | 0–0      |
| 2020. január 18.    | América – Tigres      | 1–0      |
| 2020. január 19.    | Toluca – Necaxa       | 2–3      |
| 2020. január 19.    | Querétaro – Tijuana   | 3–0      |
| 2020. január 19.    | Santos – León         | 3–2      |

##### 3. forduló
| Dátum (mexikói idő) | Mérkőzés             | Eredmény |
| ------------------- | -------------------- | -------- |
| 2020. január 24.    | Puebla – Querétaro   | 0–1      |
| 2020. január 24.    | Tijuana – América    | 0–0      |
| 2020. január 25.    | Cruz Azul – Santos   | 3–0      |
| 2020. január 25.    | Tigres – Atlas       | 2–1      |
| 2020. január 25.    | León – Pachuca       | 3–0      |
| 2020. január 25.    | Guadalajara – Toluca | 2–2      |
| 2020. január 26.    | Pumas – Monterrey    | 1–0      |
| 2020. január 26.    | Necaxa – San Luis    | 1–1      |
| 2020. január 26.    | Juárez – Morelia     | 3–0      |

##### 4. forduló
| Dátum (mexikói idő) | Mérkőzés               | Eredmény |
| ------------------- | ---------------------- | -------- |
| 2020. január 31.    | San Luis – Guadalajara | 2–2      |
| 2020. január 31.    | Atlas – Tijuana        | 2–1      |
| 2020. február 1.    | Morelia – León         | 1–2      |
| 2020. február 1.    | Monterrey – Querétaro  | 1–2      |
| 2020. február 1.    | Necaxa – Puebla        | 2–0      |
| 2020. február 1.    | Pachuca – Tigres       | 2–0      |
| 2020. február 1.    | Santos – Pumas         | 1–1      |
| 2020. február 1.    | América – Juárez       | 1–3      |
| 2020. február 2.    | Toluca – Cruz Azul     | 3–3      |

##### 5. forduló
| Dátum (mexikói idő) | Mérkőzés             | Eredmény |
| ------------------- | -------------------- | -------- |
| 2020. február 6.    | Atlas – Morelia      | 1–3      |
| 2020. február 7.    | Puebla – Santos      | 2–2      |
| 2020. február 7.    | Tijuana – Toluca     | 1–1      |
| 2020. február 8.    | Cruz Azul – Pachuca  | 3–1      |
| 2020. február 8.    | Tigres – Guadalajara | 3–0      |
| 2020. február 8.    | León – Monterrey     | 3–1      |
| 2020. február 9.    | Pumas – San Luis     | 4–0      |
| 2020. február 9.    | Querétaro – América  | 1–2      |
| 2020. február 9.    | Juárez – Necaxa      | 2–1      |

##### 6. forduló
| Dátum (mexikói idő) | Mérkőzés                | Eredmény |
| ------------------- | ----------------------- | -------- |
| 2020. február 14.   | San Luis – León         | 3–1      |
| 2020. február 14.   | Morelia – Tijuana       | 1–1      |
| 2020. február 15.   | Pachuca – Puebla        | 1–0      |
| 2020. február 15.   | Toluca – Pumas          | 2–3      |
| 2020. február 15.   | América – Atlas         | 2–0      |
| 2020. február 15.   | Monterrey – Juárez      | 1–1      |
| 2020. február 15.   | Guadalajara – Cruz Azul | 1–2      |
| 2020. február 16.   | Necaxa – Querétaro      | 2–3      |
| 2020. február 16.   | Santos – Tigres         | 2–1      |

##### 7. forduló
| Dátum (mexikói idő) | Mérkőzés              | Eredmény |
| ------------------- | --------------------- | -------- |
| 2020. február 21.   | Atlas – Pachuca       | 0–2      |
| 2020. február 21.   | Puebla – Toluca       | 2–0      |
| 2020. február 21.   | Tijuana – Guadalajara | 0–1      |
| 2020. február 22.   | León – Necaxa         | 2–1      |
| 2020. február 22.   | Cruz Azul – Tigres    | 2–1      |
| 2020. február 22.   | Monterrey – América   | 0–1      |
| 2020. február 23.   | Pumas – Morelia       | 1–2      |
| 2020. február 23.   | Querétaro – San Luis  | 0–1      |
| 2020. február 23.   | Juárez – Santos       | 1–2      |

##### 8. forduló
| Dátum (mexikói idő) | Mérkőzés            | Eredmény |
| ------------------- | ------------------- | -------- |
| 2020. február 28.   | San Luis – Juárez   | 0–3      |
| 2020. február 28.   | Toluca – Monterrey  | 2–0      |
| 2020. február 28.   | Morelia – Cruz Azul | 2–4      |
| 2020. február 28.   | Tijuana – Puebla    | 0–1      |
| 2020. február 29.   | Pachuca – Querétaro | 1–1      |
| 2020. február 29.   | América – Necaxa    | 0–3      |
| 2020. február 29.   | Tigres – Pumas      | 3–0      |
| 2020. március 1.    | Guadalajara – León  | 2–0      |
| 2020. március 1.    | Santos – Atlas      | 1–0      |

##### 9. forduló
| Dátum (mexikói idő) | Mérkőzés             | Eredmény |
| ------------------- | -------------------- | -------- |
| 2020. március 6.    | Querétaro – Toluca   | 1–1      |
| 2020. március 6.    | Pumas – América      | 3–3      |
| 2020. március 6.    | Puebla – Tigres      | 0–0      |
| 2020. március 7.    | Monterrey – San Luis | 2–2      |
| 2020. március 7.    | Cruz Azul – Tijuana  | 4–2      |
| 2020. március 7.    | Pachuca – Santos     | 1–0      |
| 2020. március 7.    | Atlas – Guadalajara  | 1–2      |
| 2020. március 8.    | Necaxa – Morelia     | 1–2      |
| 2020. március 8.    | Juárez – León        | 1–4      |

##### 10. forduló
| Dátum (mexikói idő) | Mérkőzés                | Eredmény |
| ------------------- | ----------------------- | -------- |
| 2020. március 13.   | Morelia – Querétaro     | 4–0      |
| 2020. március 13.   | Tijuana – Pachuca       | 3–2      |
| 2020. március 14.   | San Luis – Puebla       | 0–1      |
| 2020. március 14.   | Tigres – Juárez         | 3–2      |
| 2020. március 14.   | León – Pumas            | 3–1      |
| 2020. március 14.   | Guadalajara – Monterrey | 1–1      |
| 2020. március 15.   | Toluca – Atlas          | 2–3      |
| 2020. március 15.   | Santos – Necaxa         | 2–1      |
| 2020. március 15.   | América – Cruz Azul     | 0–1      |

#### Kereszttábla
| Hazai \ Vendég1 | AMÉ | ATL | CRZ | GUA | JUÁ | LEÓ | MTY | MOR | NEC | PAC | PUE | PUM | QUE | SLU | SAN | TIG | TIJ | TOL |
| América         |     | 2–0 | 0–1 |     | 1–3 |     |     |     | 0–3 |     |     |     |     |     |     | 1–0 |     |     |
| Atlas           |     |     |     | 1–2 |     |     |     | 1–3 |     | 0–2 | 0–1 |     |     |     |     |     | 2–1 |     |
| Cruz Azul       |     | 1–2 |     |     |     |     |     |     |     | 3–1 |     |     |     |     | 3–0 | 2–1 | 4–2 |     |
| Guadalajara     |     |     | 1–2 |     | 2–0 | 2–0 | 1–1 |     |     |     |     |     |     |     |     |     |     | 2–2 |
| Juárez          |     |     |     |     |     | 1–4 |     | 3–0 | 2–1 |     |     | 4–4 |     |     | 1–2 |     |     |     |
| León            |     |     |     |     |     |     | 3–1 |     | 2–1 | 3–0 |     | 3–1 | 3–1 |     |     |     |     |     |
| Monterrey       | 0–1 |     |     |     | 1–1 |     |     | 2–2 |     |     |     |     | 1–2 | 2–2 |     |     |     |     |
| Morelia         |     |     | 2–4 |     |     | 1–2 |     |     |     |     |     |     | 4–0 |     |     |     | 1–1 | 0–1 |
| Necaxa          |     |     |     |     |     |     | 2–2 | 1–2 |     |     | 2–0 |     | 2–3 | 1–1 |     |     |     |     |
| Pachuca         |     |     |     | 0–0 |     |     |     |     |     |     | 1–0 |     | 1–1 |     | 1–0 | 2–0 |     |     |
| Puebla          | 0–1 |     |     |     |     |     |     |     |     |     |     |     | 0–1 |     | 2–2 | 0–0 |     | 2–0 |
| Pumas           | 3–3 |     |     |     |     |     | 1–0 | 1–2 |     | 2–1 |     |     |     | 4–0 |     |     |     |     |
| Querétaro       | 1–2 |     |     |     |     |     |     |     |     |     |     |     |     | 0–1 |     |     | 3–0 | 1–1 |
| San Luis        |     |     | 2–1 | 2–2 | 0–3 | 3–1 |     |     |     |     | 0–1 |     |     |     |     |     |     |     |
| Santos          |     | 1–0 |     |     |     | 3–2 |     |     | 2–1 |     |     | 1–1 |     |     |     | 2–1 |     |     |
| Tigres          |     | 2–1 |     | 3–0 | 3–2 |     |     |     |     |     |     | 3–0 |     | 0–0 |     |     |     |     |
| Tijuana         | 0–0 |     |     | 0–1 |     |     |     |     |     | 3–2 | 0–1 |     |     |     | 2–1 |     |     | 1–1 |
| Toluca          |     | 2–3 | 3–3 |     |     |     | 2–0 |     | 2–3 |     |     | 2–3 |     |     |     |     |     |     |

Utolsó felvett mérkőzés dátuma: 2020. március 15. 
Forrás: A bajnokság hivatalos honlapja 
1A hazai csapatok a bal oldali oszlopban szerepelnek.
Színek: Zöld = hazai győzelem; Sárga = döntetlen; Piros = vendéggyőzelem.
 

## Góllövőlista
Az alábbi lista a legalább 4 gólt szerző játékosokat tartalmazza.
- 9 gólos:
  -  Jonathan Rodríguez (Cruz Azul)
- 8 gólos:
  -  Ángel Mena (León)
  -  André-Pierre Gignac (Tigres)
  -  Leonardo Fernández López (Toluca)
- 7 gólos:
  -  Franco Jara (Pachuca)
- 6 gólos:
  -  Darío Lezcano (Juárez)
- 5 gólos:
  -  Aldo Rocha (Morelia)
  -  Mauro Quiroga (Necaxa)
  -  Ariel Nahuelpán (Querétaro)
  -  Nicolás Ibáñez (San Luis)
- 4 gólos:
  -  Elías Hernández (Cruz Azul)
  -  José Juan Macías (Guadalajara)
  -  Diego Rolán (Juárez)
  -  Jean Meneses (León)
  -  Juan Delgado Baeza (Necaxa)
  -  Juan Ignacio Dinenno (Pumas)
  -  Carlos González Espínola (Pumas)
  -  Germán Berterame (San Luis)

## Sportszerűségi táblázat
A következő táblázat a csapatok játékosai által az alapszakasz során kapott lapokat tartalmazza. Egy kiállítást nem érő sárga lapért 1, egy kiállításért 3 pont jár. A csapatok növekvő pontsorrendben szerepelnek, így az első helyezett a legsportszerűbb közülük. Ha több csapat pontszáma, gólkülönbsége, összes és idegenben rúgott góljainak száma és a klubok együtthatója is egyenlő, egymás elleni eredményük pedig döntetlen, akkor helyezésüket a sportszerűségi táblázat alapján döntik el.
| Csapat           | Sárga lap | sárga lap · 2. sárga lap · kiállítva | kiállítva | Pontszám |
| ---------------- | --------- | ------------------------------------ | --------- | -------- |
| Tigres           | 15        | 0                                    | 0         | 15       |
| León             | 15        | 1                                    | 0         | 18       |
| San Luis         | 17        | 0                                    | 1         | 20       |
| Puebla           | 12        | 2                                    | 1         | 21       |
| Cruz Azul        | 16        | 0                                    | 2         | 22       |
| Toluca           | 22        | 0                                    | 0         | 22       |
| CD Guadalajara   | 18        | 1                                    | 1         | 24       |
| Necaxa           | 22        | 1                                    | 0         | 25       |
| América          | 16        | 0                                    | 3         | 25       |
| Santos Laguna    | 20        | 1                                    | 1         | 26       |
| Pachuca          | 21        | 1                                    | 1         | 27       |
| Atlas            | 19        | 0                                    | 3         | 28       |
| Monarcas Morelia | 19        | 3                                    | 0         | 28       |
| Tijuana          | 20        | 0                                    | 3         | 29       |
| Juárez           | 26        | 1                                    | 0         | 29       |
| Pumas            | 23        | 2                                    | 0         | 29       |
| Querétaro        | 24        | 1                                    | 2         | 33       |
| Monterrey        | 24        | 0                                    | 3         | 33       |